# Поль Скаррон
Поль Скаррон (нар. 4 липня 1610, Париж — 6 жовтня 1660, Париж) — французький романіст, драматург і поет.

## Біографія
Сьома дитина в родині чиновника Рахункової палати, Поль Скаррон обрав кар'єру священнослужителя. 1632 року отримав місце в приході в Ле-Мані. Був наближений до єпископа Шарля де Бомануара і дуже популярний у провінційних салонах. 1638 року він несподівано захворів ревматизмом, і 28-річний життєрадісний, люблячий повеселитися абат перетворився на розбитого паралічем каліку, вимушеного проводити значну частину часу в кімнаті, нерідко виносячи страшний біль у суглобах. Не маючи майже ніяких засобів до існування, він повинен був вдаватися до заступництва меценатів, присвячуючи їм свої твори, домагаючись грошових допомог, пенсій тощо. Улюбленець Анни Австрійської, після публікації 1649 року памфлетний віршів на адресу кардинала Мазаріні, він позбувся королівської пенсії і змушений заробляти на життя віршами-присвятами.
Скаррон повернувся до Парижа і 1652 року одружився з 17-річною безприданницею Франсуазою д'Обіньє, внучкою поета Агріппи д'Обіньє, майбутньою мадам де Ментенон. У своєму будинку в паризькому кварталі Маре, що називали «Притулком безгрошів'я», він відкрив літературний салон, де часто збирався літературний світ, до яких приєднувалися наближені до королівського двору. Там бували поети Сент-Аман, Трістан Відлюдник, Бенсерад, абат Буаробер, живописець Міньяр, маршал Франції Тюренн, Нінон де Ланкло.

## Літературна творчість
Дебютував «Збірником з декількох бурлескних віршів» (фр. «Recueil de quelques vers burlesques») 1643 року. Як літературний діяч Скаррон виступав противником всього неприродного, піднесеного або нудотного. Одним з найпопулярніших його творів був «Вергілій навиворіт» (Virgile travesti) (1648-53) — місцями дуже дотепна, місцями грубувата пародія на Енеїду, що обійшла всю Європу і викликала наслідування (наприклад, в Австрії — жартівливу поему А. Блумауера, у слов'ян — перелицьовані «Енеїди» Івана Котляревського українською та В. П. Равінского білоруською мовами, Н. П. Осипов переклав російською мовою).
Трохи раніше Скаррон випустив поему «Тифон, або гигантомахія» (Typhon ou la Gigantomachie), в якій пародіюються пишномовні героїчні поеми. Ода «Hero et Landre» є пародією на тріскучі і беззмістовні твори різних «одописьців».
У найкращому творі Скаррона — «Комічному романі» (Roman comique) (1649—1657) — виразно позначається його негативне ставлення до того штучного жанру, який культивували д'Юрфе, Ла Кальпренед, пані Скюдері та інші. Млосним поклонникам, селадонам і благородним, чутливим лицарям, які тоді приводили в захват читацьку публіку і вважалися найкращими героями, протиставлені тут грубуваті, невиховані, іноді цинічні, але зате вихоплені з навколишньої дійсності люди, що говорять простою мовою, що люблять все ясне, певне, реальне, тісно пов'язані з тим середовищем і тим краєм, де вони народилися і живуть. Поневіряння трупи акторів по Франції дають Скаррону можливість проявити свою спостережливість, вивести цілий ряд типових, яскраво змальованих особистостей, відтворити провінційну життя. Маса побутових подробиць, що стосуються, наприклад, Акторської середовища, становлять інтерес і тепер, та й взагалі завдяки дотепності та непідробною веселості автора інші сторінки роману можуть бути з задоволенням прочитані сучасною публікою. В «комічному романі» немає справжньої фабули, яка надавала б єдність всьому твору; численні епізоди на кожному кроці переривають головну нитку розповіді. Безперечно й те, що нерідко ми знаходимо у Скаррона не проста, цілком об'єктивне зображення реального життя, а кілька одностороннє, часом навіть карикатурне, почасти наближається до типу «шахрайського роману». Найбільше, однак, твір Скаррона є яскравим зразком так званого «genre burlesque» (від італійського слова «burla» — «жарт, витівка»).
Скаррону належить досить чільне місце в історії французької літератури XVII ст.: його роман був противагою одностороннього панування тих творів, автори яких вважали зображення неприкрашеної дійсності чимось ницим і негідним хорошого письменника. Крайнощі та інтереси, в які впадав Скаррон, були природною реакцією проти крайнощів старої школи; в основі його творчості лежав зародок розумного, здорового реалізму.
Скаррон писав також комедії — «Жодле, або Слуга-пан» (Jodelet, ou le matre valet) (1645), «L'hritier ridicule» (1649), «Дон Яфет Вірменський» (Don Japhet d'Armnie) (1653), «Le gardien de soi-mme» (1655) та ін, — сонети, послання, мадригали, зібрані під загальним заголовком «Posies diverses». Повне зібрання творів Скаррона видано в 1737 році в Амстердамі, в XIX столітті перевидані «Вергілій навиворіт» (1858) і «Комічний роман» (1857).

## Основні твори
- «Жодле, або Слуга-пан», комедія, 1645
- «Хвастощі капітана Матамора», комедія, 1646
- «Тифон, або гигантомахия», поема, 1647
- «Вергілій навиворіт», поема, 1648—1652
- «Мазарінад», віршований памфлет, 1649
- «Безглуздий спадкоємець, або користолюбна дівиця», комедія, 1649
- «Комічний роман», 1651—1657
- «Дон Яфет Вірменський», комедія, 1653
- «Саламанкський школяр, або Великодушні вороги», комедія, 1654
- «Принц-корсар», комедія, 1658
- «Трагікомічні новели», видані в 1661